# Fővárosi TK
Fővárosi TK – węgierski klub piłkarski z siedzibą w Budapeszcie działający w latach 1906–1929.

## Historia
Klub został założony w 1906. W 1926 klub na zasadzie fuzji został przyłączony do Zuglói VII. Kerületi AC, tworząc profesjonalny klub Turul FC. Drużyna amatorska istniała do 1929 roku.

## Osiągnięcia
- W lidze: 1916/1917